# Жадан і Собаки
«Жада́н і Соба́ки» (до 2014 року — «Соба́ки в ко́смосі») — український рок-гурт із Харкова, що виник у 2000 році. Колектив брав участь у фестивалях «Таврійські ігри», «Раз. Liv», «Музичний Острів», «5 озер», «Мазепа-Фест», «День Незалежності з Махном» та ін.

## Історія

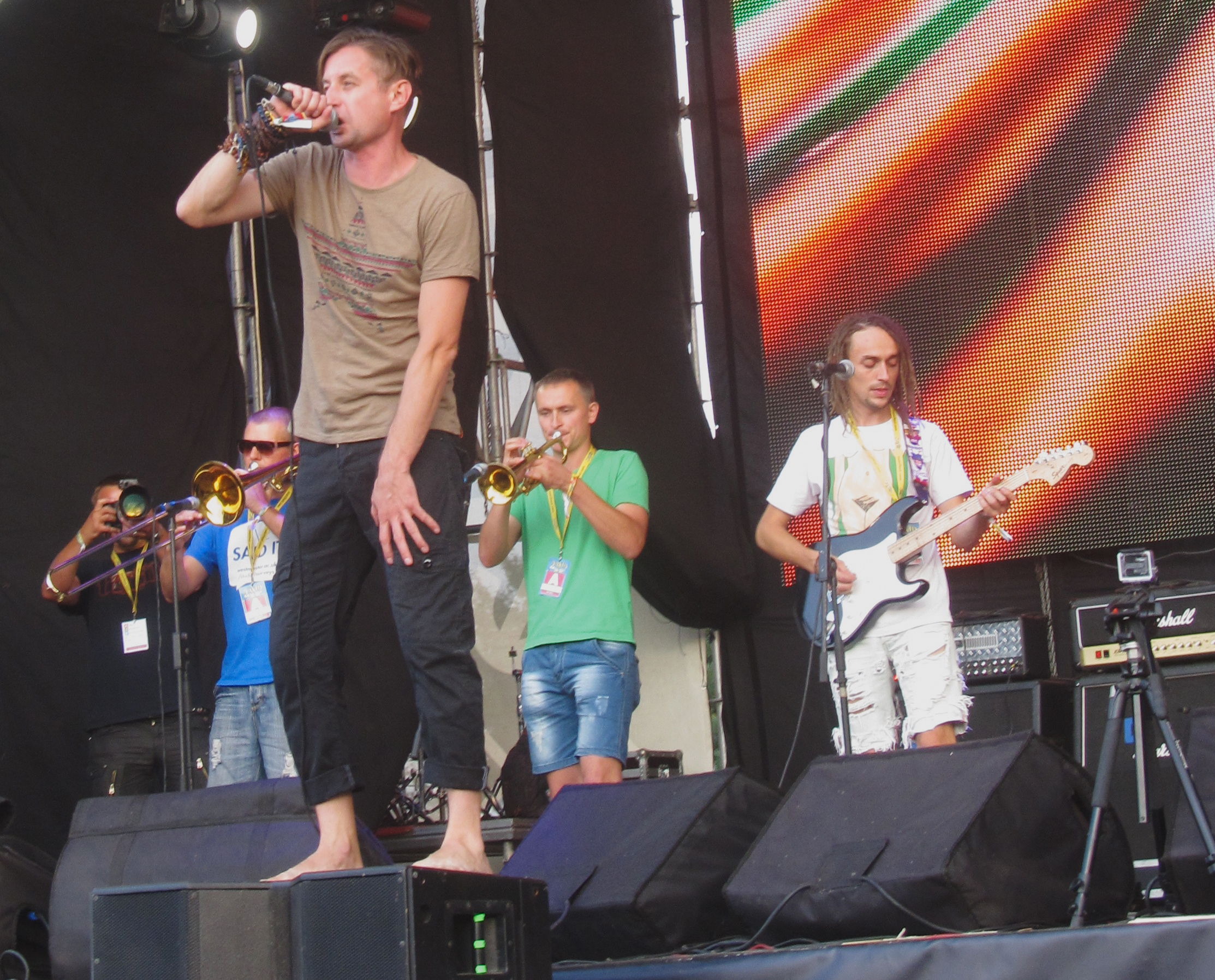
Жадан та Собаки на фестивалі Захід 2013

### Собаки в космосі
Гурт було засновано у 2000 році під назвою «Собаки в космосі». Під цією назвою гурт записав два альбоми: «Вафли» та «Группа ищет продюсера».

### Сергій Жадан та «Собаки в космосі»
У 2007 році вийшов альбом-компіляція «Хор монгольських міліціонерів», для якого різні виконавці, у тому числі й «Собаки в космосі» записали пісні на вірші Сергія Жадана. З цього почалася їхня співпраця.
У 2008 гурт записав спільний з Сергієм Жаданом альбом «Спортивний клуб армії», до якого увійшли читання Жаданом власних віршів під акомпанемент музикантів гурту. Згодом співпраця продовжилася у вигляді спільних виступів (зокрема гастрольний тур 2011 року з виступами в Києві, Познані, Тюбінґені та Празі).
У березні 2012 року Сергій Жадан та «Собаки в космосі» презентували другу платівку, записану в співпраці — «Зброя пролетаріату», у якій колишні «романтичні балади та композиції з присмаком легкої сатири змінилися динамічнішим звучанням та гостросоціальною лірикою». На березень-квітень заплановано гастролі Україною, Німеччиною, Австрією, Чехією та Росією, після чого в травні має з'явитися однойменна платівка.

### Жадан і Собаки
У 2014 році, внаслідок тісної співпраці Сергія Жадана з гуртом «Собаки у космосі», гурт дістав назву «Жадан і Собаки». З цією новою назвою гурт записав п'ять альбомів: «Бийся за неї», «Пси», «Мадонна», «Радіопромінь» та «Злий».
Гурт «Жадан і Собаки» часто концертує в містах на Донеччині та Луганщині. Зокрема, у липні 2017 гурт виступив на першому фестивалі MRPL City.
Під час російського вторгнення в Україну у 2022 році гурт гастролював містами України та Європи, даючи благодійні концерти, проводячи аукціони та збираючи кошти на ЗСУ.
19 червня 2023 року записали спільний кліп "5-а авеню" з гуртом Gogol Bordello.
15 травня 2025 року випустили спільний кліп "Холодна гора" з гуртом Курган & Agregat присвячений Холодній Горі

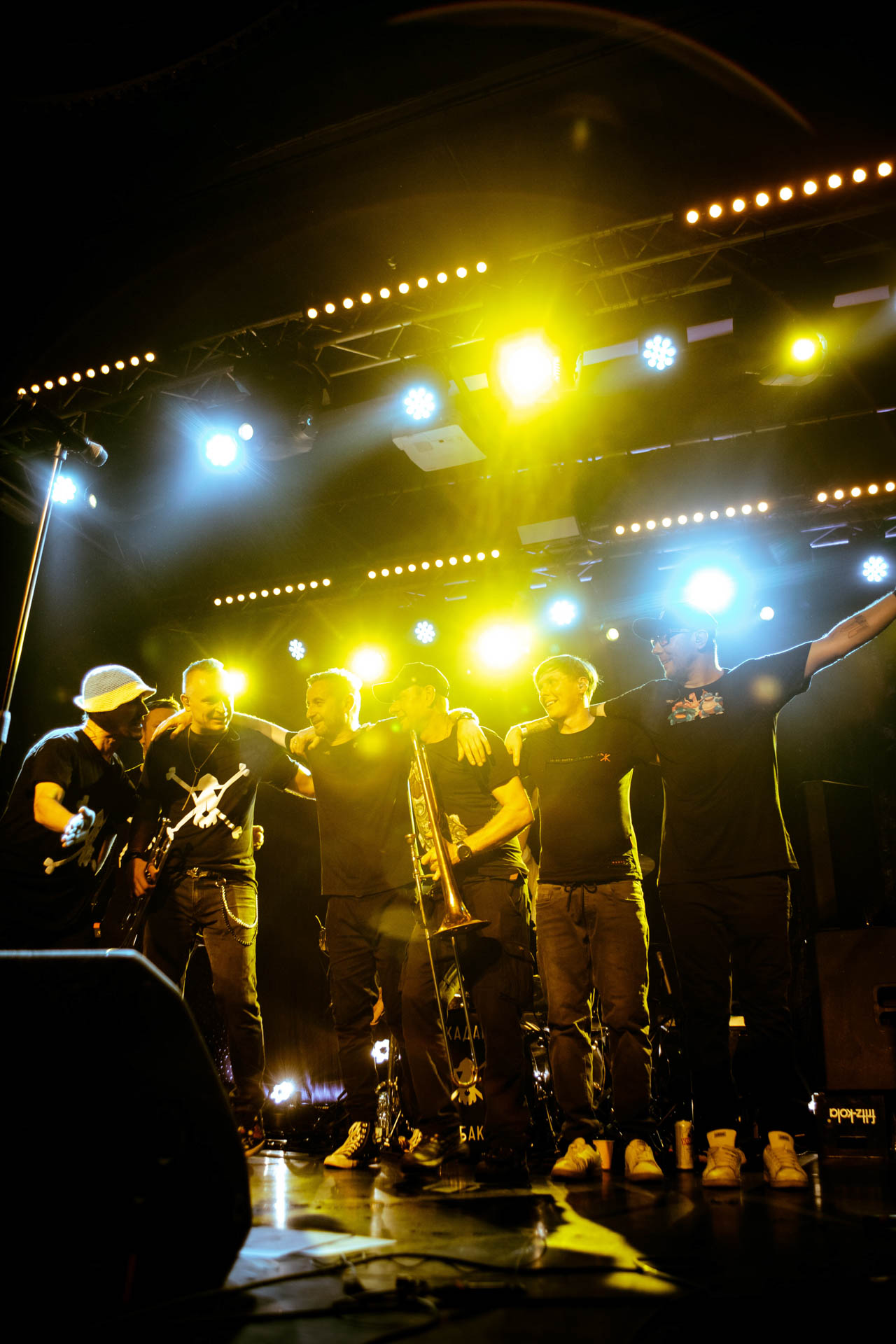
«Жадан і Собаки» 2022 року в Польщі

## Учасники
- Євген Турчинов — вокал, гітара
- Андрій Пивоваров — бас, вокал
- Олександр Меренчук — тромбон
- Віталій Бронішевський — ударні
- Артем Дмитриченков — труба
- Сергій Кулаєнко — клавішні
- Олександр Приженков — туба

#### Колишні учасники
- Віктор Кондратов — барабани
- Іван Пірожок — тромбон
- Славік Небрат — труба
- Дмитро Голік — барабани
- Митя Анісімов — гітара
- Ольга Долганова — саксофон
- Михайло Наумов — бас
- Гена Коваль — барабани
- Віталій Гарбуз — аккордеон

## Дискографія
- «Вафли» (2002)
- «Группа ищет Продюсера» (2008)
- «LASTы» (2019)[5]

Разом із Сергієм Жаданом
- «Спортивний клуб армії» (2008)
- «Зброя пролетаріату» (2012)
- «Бийся за неї» (2014)
- «Пси» (2016)[6]
- «Мадонна» (2019)
- «Радіопромінь» (2023)[7]
- «Злий» (2024)[8]
- «Найкращі» (2025)[9]